# Jaume II d'Anglaterra i VII d'Escòcia
Jaume II d'Anglaterra i VII d'Escòcia (en anglès James II of England; Londres, 14 d'octubre de 1633 - Saint-Germain-en-Laye, 16 de setembre de 1701) fou un membre de la dinastia Stuart que regnà com a successor del seu germà Carles II sobre Anglaterra, Escòcia i Irlanda des de 1685 fins a 1688.

## Biografia
El 1664, el duc de York va rebre el control de les colònies angleses al nord del riu Delaware i la rendició del Fort Amsterdam al Regne Unit el 1664 fou una de les raons de la segona guerra Anglo-Holandesa. Va crear la província de Nova York a partir de l'antic territori holandès i va rebatejar Nova Amsterdam com a Nova York. Al final de la Segona guerra Anglo-Holandesa, pel tractat de Westminster els neerlandesos van guanyar el control de Surinam i, a canvi, els anglesos van passar a controlar Nova Amsterdam.

### Rei d'Anglaterra i Escòcia
Jaume va heretar el tron britànic el 1685 sense comptar amb el suport dels Whig per ser absolutista, però el fet que fos catòlic va fer que acabés perdent també el suport del partit Tory i només tenia la benevolença dels irlandesos, als quals havia promès un futur autogovern. El maig del 1686, Jaume va demanar a les corts que li donessin el poder absolut i va obtenir el vot a favor d'onze dels dotze jutges. Henry Compton, bisbe de Londres, va fer un sermó contra el rei i el catolicisme i aquest el va cessar en el càrrec. L'any següent va preparar un comitè de purga per destituir dels seus càrrecs a tots els que se li oposaven. La por va augmentar quan el rei va tenir un fill el juny del 1688 que, en cas de no haver nascut, el tron hauria passat a la seva filla protestant, Maria.

### Revolució Gloriosa
La seva política religiosa d'impulsar la tolerància per protegir els catòlics -ell mateix s'havia convertit al catolicisme- i el seu absolutisme van dur a l'esclat de la Revolució Gloriosa de 1688.
Al cap de tres anys de regnat, el rei Jaume no tenia gaire suport. Un grup de polítics van proposar a la seva filla Maria que substituís al seu pare, però l'exèrcit, després de la purga, estava en mans d'irlandesos catòlics fidels a Jaume, per la qual cosa van cercar el suport militar fora del país i van proposar a Guillem d'Orange, stadhouder dels Països Baixos i cosí de Maria, que governés juntament a ella. Entre el 16 i el 26 d'octubre les tropes van travessar la mar. Un esquadró anglès comandat per lord Dartmouth els esperava a Portmouth. Alguns es van agrupar a Dover, mentre que Guillem va desembarcar a Torbay; portava equipament i armes per a 20.000 partidaris anglesos que se li volguessin unir en la revolta. El primer enfrontament armat es va produir a Wincanton el 23 de novembre; l'endemà el capità del bàndol jacobita es va passar al de Guillem. La princesa Anna, que dubtava de la legalitat del seu germà, va fer el mateix. El 9 de desembre els dos bàndols es van tornar a enfrontar en una segona batalla a Reading, amb la derrota definitiva del rei Jaume.
L'11 de desembre, Jaume va intentar fugir a França, primer llançant el Gran Segell del Regne al riu Tàmesi. Va ser capturat a Kent.

### Exili a França
No tenint cap desig de fer de Jaume un màrtir, Guillem el va deixar escapar el 23 de desembre de 1688. Jaume va ser rebut pel seu cosí i aliat, Lluís XIV de França, que li va oferir un palau i una pensió. El parlament considerà que havia abdicat i la corona no passà pas al seu fill Jaume Estuard, catòlic com ell, sinó a la seva filla, protestant, Maria II d'Anglaterra i d'Escòcia casada amb Guillem d'Orange. Més tard, Jaume va ser alliberat i posat sota guàrdia holandesa.

### Guerra Guillemita d'Irlanda
Jaume II va intentar recuperar les seves corones desembarcant a Irlanda el 1689, però, després de la seva derrota a la batalla del Boyne a l'estiu de 1690, se'n tornà a França

### Segon exili a França
Jaume passà la resta de la seva vida sota la protecció del seu cosí i aliat Lluís XIV al Château de Saint-Germain-en-Laye. Alguns dels seus partidaris van intentar assassinar Guillem d'Orange per restaurar Jaume al tron el 1696, però el complot va fracassar fent que la causa de Jaume fos menys popular. El mateix any, amb la mort de Joan III Sobieski, Lluís XIV va oferir que Jaume fos elegit rei de Polònia però Jaume va rebutjar l'oferta tement que acceptar la corona polonesa pogués desqualificar-lo per ser tornar a ser rei d'Anglaterra. Després que Lluís conclogués el 1697 amb Guillem la pau en la Guerra dels Nou Anys pel Tractat de Rijswijk, va deixar d'oferir molta ajuda a Jaume.
El triomf de la Gloriosa Revolució va significar a Anglaterra i Escòcia la fi de l'absolutisme i l'inici de la monarquia parlamentària.